# Kusá hora (přírodní rezervace)
Kusá hora je přírodní rezervace v katastrálním území obce Hronské Kľačany v okrese Levice v Nitranském kraji na Slovensku. Území bylo vyhlášeno v roce 2001 a jeho rozloha je 6,16 hektaru. Předmětem ochrany jsou fragmenty xerotermní stepi na andezitovém podloží s výskytem ohrožených druhů rostlin.